# Давид Подсядло

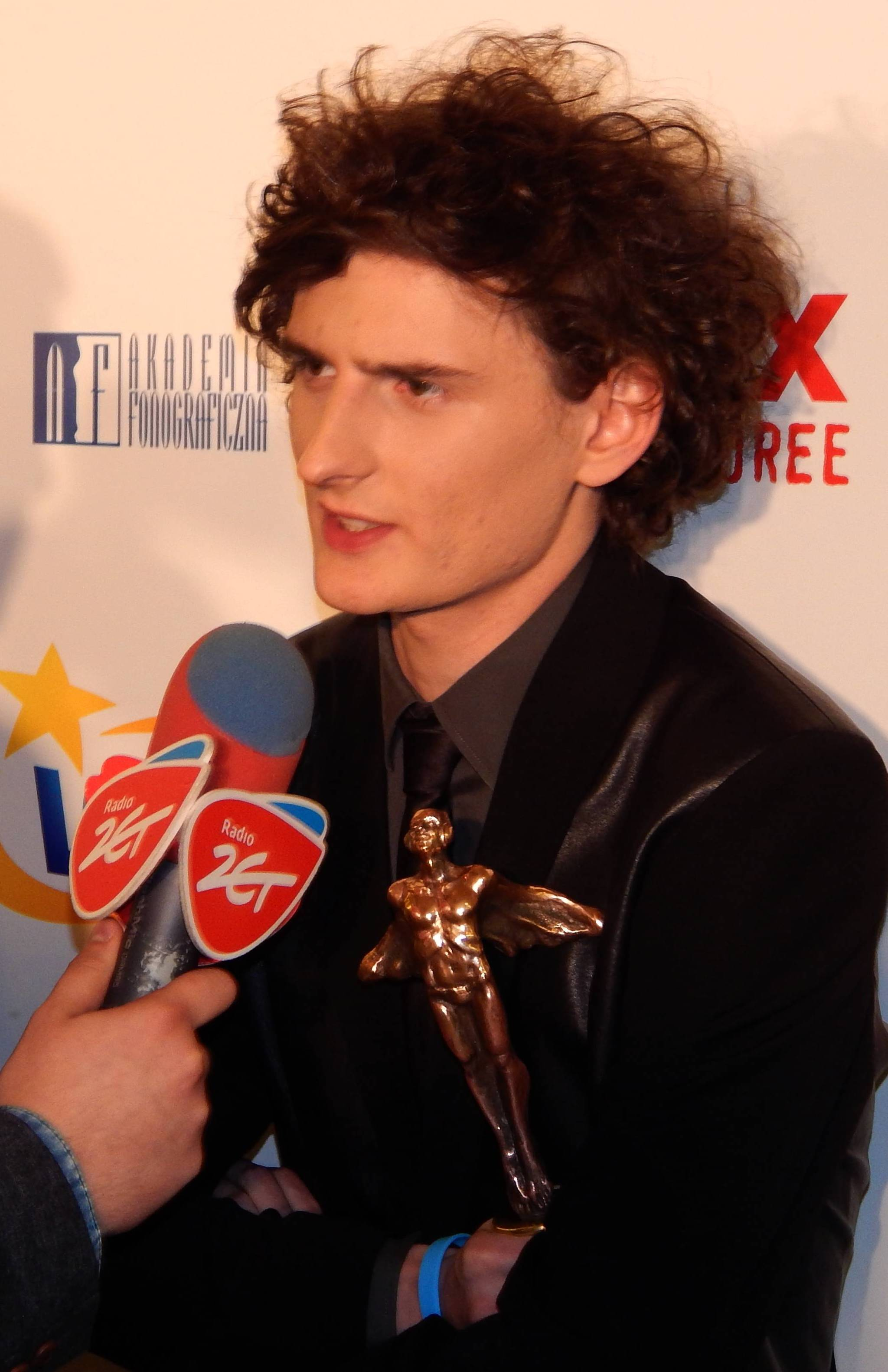
Давид Подсядло під час гала-концерту Fryderyki у 2014 році.

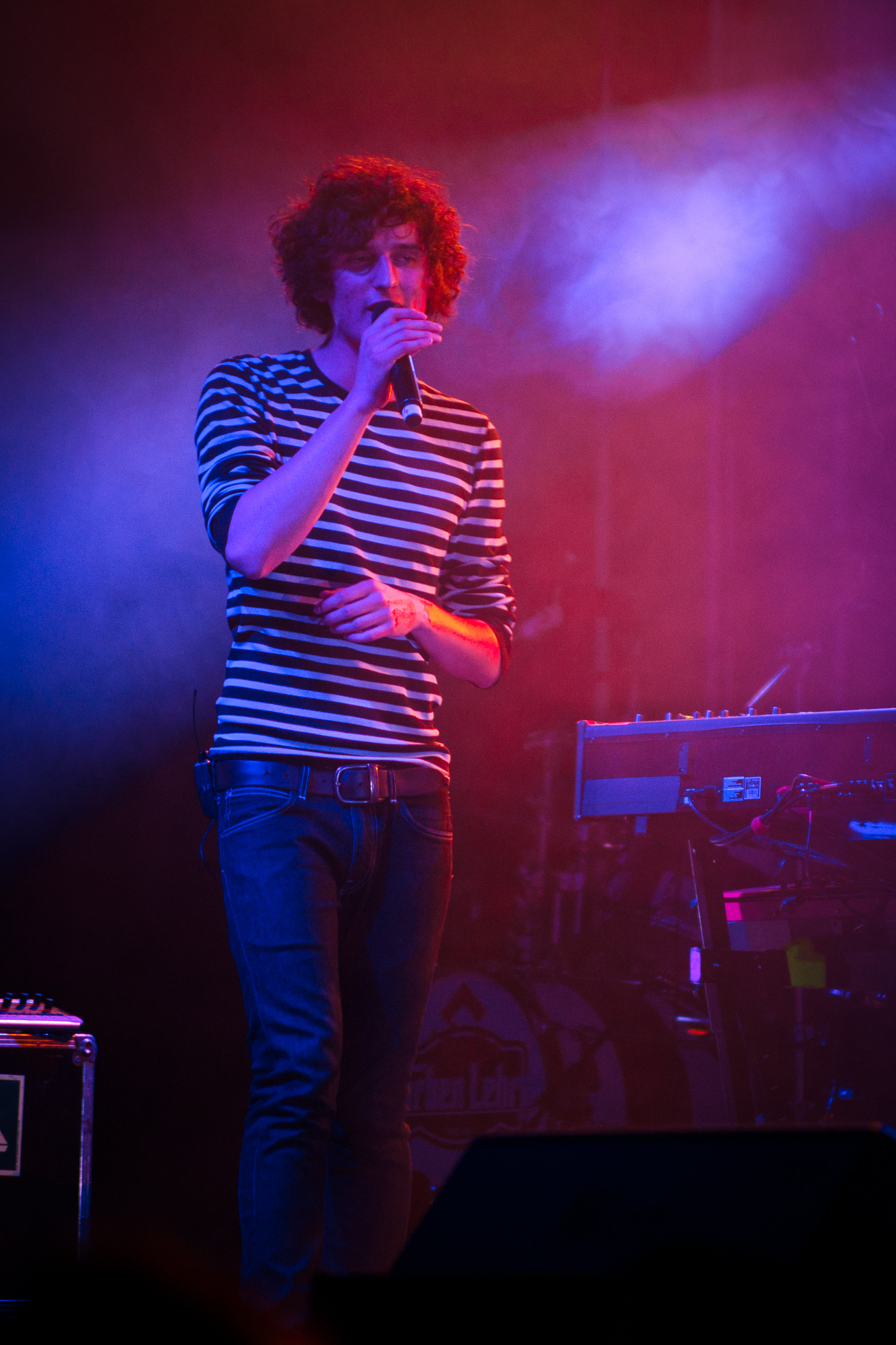
Давід Подсядло під час концерту на фестивалі Rocket у Варшаві, 2014

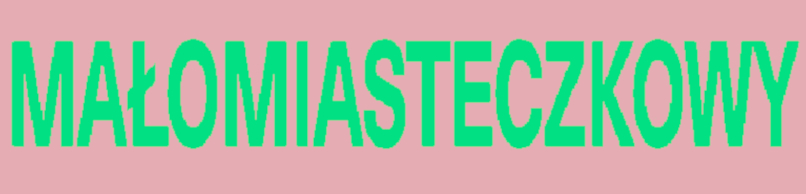
Назва одного з синглів Давіда Подсядло

Давид Подсядло (нар. 23 травня 1993, Домброва-Гурнича) — польський співак, композитор, автор пісень, соліст гурту Curly Heads. Один з найуспішніших музикантів сучасної Польщі, відзначений численними нагородами.
2012 року він переміг у другому сезоні телешоу X-Factor. Його дебютний альбом «Comfort and Happiness» (2013) став найпродаванішим альбомом року в Польщі, а другий альбом, «Annoyance and Disappointment» (2015), також очолив чарти. Обидва альбоми отримали діамантовий статус. 2018 року вийшов його третій альбом «Маломястечковий», який втретє поспіль очолив чарт OLiS та отримав подвійний діамантовий сертифікат. Його четвертий альбом «Lata dwudzieste»(Двадцяті роки", 2022) також посів перше місце в польському чарті продажів і став діамантовим.
Станом на червень 2024 року, він продав понад мільйон платівок у Польщі. Він є 12-разовим лауреатом премії Фридерика, отримавши 12 перемог з 18 номінацій.

## Біографія

### Ранні роки
Народився і виріс у місті Домброва-Гурнича, де навчався у 1-й середній школі ім. Валеріана Лукасінського. Улюблене місце в рідному місті — озеро Погорія III.
Музичну освіту здобув у місцевій музичній школі ім. Міхала Спісака (клас тромбона Гжегожа Питліка), а також у Центрі молодіжної творчості під керівництвом Івони Вільк.   У віці 12 років виконав пісню «Długość dźwięku samotności» («Довжина звуку самотності») гурту Myslovitz (Мисловіц) на аматорському конкурсі в Тунісі, де проводив відпустку з батьками.

### Кар'єра
2011 року Давид брав участь у першому сезоні «X Factor», але вибув на етапі буткемпу, тобто на другому етапі відбіркових змагань .  Разом зі своїм гуртом Curly Heads, заснованим у 2010 році зі шкільними друзями, Подсядло брав участь у прослуховуваннях до програми Mam talent!, але вони не пройшли до наступного етапу, і Давид відмовився від самостійної участі у другому турі.  2012 року він переміг у другому випуску «X-Factor», дійшовши до фіналу та здобувши перемогу за рішенням глядачів. У фіналі він, зокрема, виконав пісню Кеті Мелуа «Краще, ніж мрія» у дуеті з артистом.
У травні 2013 року дебютний студійний альбом «Comfort and Happiness» виконавця, випущений Sony Music Entertainment Poland, одразу посів перше місце в польському чарті OLiS.    У червні він був двічі номінований на музичну премію Eska Music Awards як найкращий виконавець  та найкращий онлайн-виконавець. 2 червня він виступив на розігріві у Лани Дель Рей в варшавському клубі Torwar.  У липні та серпні 2013 року він виступив на фестивалях Open'er у Гдині та Coke Live Music у Кракові.  У вересні того ж року його було номіновано на премію  MTV European Music Award як найкращого польського виконавця, а наприкінці року – на премію Polityka Passports у галузі популярної музики. У лютому 2014 року він отримав чотири премії Фридерика, а в березні – премію Віктора як зірка пісні. Згодом, у квітні, його було двічі номіновано на «Суперєдинки» на Національному фестивалі польської пісні в Ополі, у категоріях «Суперартист» та «Суперальбом» (за альбом "Comfort and Happiness")     У травні 2014 року Daria Zawiałow виступила на концерті TOPtrendy серед 10 найуспішніших польських артистів за обсягами продажів альбомів попереднього року, посівши перше місце з альбомом «Comfort and Happiness».  У серпні він оголосив, що за межами країни використовуватиме англомовний псевдонім Девід Росс .  У грудні приєднався до Радіо «Чворка», де вів програму «Підсядувка». 29 травня 2015 року отримав нагороду «Янтарний соловей» на фестивалі Polsat SuperHit 2015 .
У вересні 2015 року було анонсовано вихід другого альбому.  9 вересня вийшов перший сингл з альбому, «W dobre strony», який очолив чарт Airplay та більшість радіочартів Польщі, а також отримав діамантовий статус.  Альбом Annoyance and Disappointment, що вийшов 6 листопада 2015 року, дебютував на першому місці чарту OLiS та отримав діамантовий статус до 2018 року, продавши понад 150 000 копій.   2015 року альбом став п'ятим найбільш продаваним у Польщі, а також був номінований на «Фридерики 2016» як «Поп-альбом року». Пісня «W dobre strony» отримала «Фридерика» як «Музичний кліп року» та була номінована як «Пісня року»   3 березня 2016 року вийшов його золотий сингл «Forest», який згодом отримав золотий сертифікат. 17 червня того ж року вийшов третій сингл «Pastempomat», що досяг 46-го місця в чарті Airplay та отримав тричі платиновий сертифікат . 26 серпня 2016 року на Eska Music Awards 2016 він отримав нагороду як «Найкращий виконавець». На початку жовтня того ж року вийшла його пісня «Тапети», а згодом – розширена версія альбому «Досада та розчарування» . П'ятим і останнім синглом на підтримку альбому стала пісня «Where Did Your Love Go?»("Куди поділося твоє кохання?"), випущена для радіопромоції на початку грудня 2016 року. Наприкінці року артист оголосив про річну перерву в концертній діяльності .
6 червня 2018 року він повернувся на музичний ринок з відео на пісню «Małomiasteczkowy», перший сингл з його третього альбому, що очолив Airplay та більшість радіочартів Польщі.  19 жовтня 2018 року він дебютував як ведучий програми «Małomiasteczkowy» на радіо RMF FM. 5 жовтня того ж року він випустив сингл «Nie ma fal», який досяг третього місця в чарті Airplay та очолив більшість радіочартів Польщі 
19 жовтня 2018 року Давид Подсядло випустив альбом Małomiasteczkowy, який одразу після релізу дебютував на першому місці в офіційному польському чарті продажів OLiS. Уже через кілька днів після прем’єри було продано понад 30 тисяч копій платівки, що дозволило їй отримати платиновий статус. Станом на січень 2019 року загальний наклад альбому перевищив 120 тисяч примірників.
З метою популяризації альбому Подсядло організував концертний тур під назвою Małomiasteczkowa Trasa, до програми якого увійшли виступи у найбільших містах Польщі. Після його завершення співак розпочав ще один тур — цього разу під гаслом Trasa Wielkomiejska, з яким завітав до менших міст і містечок, що стало своєрідним дзеркальним відображенням першої частини гастролей   У травні 2019 року разом із популярним польським репером Taco Hemingway Давид оголосив масштабний спільний концерт на Національному стадіоні у Варшаві. Анонс викликав неабиякий резонанс: усі квитки — понад 60 тисяч — було розпродано менш ніж за три години. Це досягнення стало рекордним для польських виконавців: їм вдалося перевершити навіть такі світові гурти, як Metallica чи Coldplay.  Того ж року Давид Подсядло виступив сспівпродюсером художнього фільму (Nie)znajomi ([Не]друзі), сучасної інтерпретації італійської стрічки Perfetti sconosciuti — одного з найуспішніших європейських кінопроектів останніх років 
У травні 2020 року, в умовах пандемії COVID-19, Подсядло приєднався до кампанії #Hot16Challenge2, яка мала на меті збір коштів для підтримки польських лікарів і медичного персоналу.
З 2021 року він разом із журналістом і популяризатором науки Радославом Котарським веде подкаст Podsiadło Kotarski Podcast, у якому вони обговорюють теми, пов’язані з попкультурою, медіа, музикою та суспільством загалом. Того ж року  співак приєднався до проєкту Męskie Granie Orkiestra 2021, утворивши разом із Дарією Завялов та Віто Бамбіно супергрупу Męskie Granie Orkiestra 2021, яка записала офіційний сингл фестивалю — «I Ciebie też, bardzo» .  У червні 2022 року Давид Подсядло анонсував новий концертний тур під назвою Postprodukcja, приурочений до випуску його чергового альбому — Lata dwudzieste (Двадцяті роки). Головним синглом платівки стала композиція Post, що з’явилася на стрімінгових платформах 24 червня 2022 року.

## Погляди
Прогресивний світогляд:
- Відкрито заявляє про атеїзм.
- Критик Польської католицької церкви[61].
- Публічно виступає проти рішення Конституційного трибуналу,  яке посилило правове регулювання переривання вагітності в Польщі (2020).[62]
- Відеокліп «Trofea» — протест проти масового відстрілу диких кабанів[63].[64]
- Публічно заявив про намір вчинити акт відступництва[61]

## Нагороди та відзнаки
18 номінацій на премію Фридерика, з яких 12 перемог (станом на 2024).
Переможець премій:
- Eska Music Awards
- Wiktory
- MTV Europe Music Awards (номінація)
- SuperJedynki
- Paszporty Polityki (номінація)

## Дискографія

### Дискографія Давида Подсядла (студійні альбоми)
1. Comfort and Happiness (Комфорт і щастя) – 2013  — Дебютний сольний альбом, що миттєво став хітом у Польщі.  — 🔹 Платиновий статус уже через тиждень після релізу.  — 🔹 Понад 150 000 копій продано.  — 🔹 Найпродаваніший альбом 2013 року в Польщі.  — 🔹 Відзначений Fryderyk у категоріях «Альбом року» і «Дебют року».
2. Annoyance and Disappointment (Роздратування і розчарування) – 2015  — Темніший і експериментальніший за звучанням.  — 🔹 Очолив чарт OLiS у перший тиждень.  — 🔹 Сертифікований як платиновий.  — 🔹 Вийшов у двох версіях: стандартній та делюкс.  — 🔹 Включає хіт W dobrą stronę (У правильному напрямку).
3. Małomiasteczkowy (Маленькоміський) – 2018  — Альбом, що змінив музичний імідж Подсядла, ставши більш поповим і радіоформатним.  — 🔹 Платиновий статус за кілька днів після прем’єри.  — 🔹 Станом на 2019 рік продано понад 120 000 копій.  — 🔹 Пісня Małomiasteczkowy стала гімном молодого покоління.
4. Lata dwudzieste (Двадцяті роки) – 2022  — Концептуальний альбом із ретроестетикою та постіронічною стилістикою.  — 🔹 Очолив чарти в перші дні після релізу.  — 🔹 Містить сингл Post, який супроводжувався масштабним туром Postprodukcja.  — 🔹 Номінований на кілька премій Fryderyk 2023

### Альбоми з гуртом Curly Heads
1. Ruby Dress Skinny Dog (Рубінова сукня худого пса) – 2014  — Єдиний студійний альбом рок-гурту Curly Heads, у якому Подсядло був фронтменом.  — 🔹 Альбом був добре прийнятий критиками.  — 🔹 Увійшов до топ-10 у польських чартах.  — 🔹 Номінація на Fryderyk у категорії «Рок-альбом року».

## Концертні тури
- 2013–2014: Тур «Комфорт і щастя» [65][66]
- 2016: Турне Son of Analog [67]
- 2016: тур Andante Cantabile [68]
- 2018: Маршрут малих містечок [53]
- 2019: Тур великим містом [54]
- 2020: Лісова музика [69]
- 2022: Тур після виробництва [60]
- 2023: До та після туру [70]
- 2024: Маршрут стадіону Давида Подсядло [71]

## Фільмографія
Актор
- 2013 : Вбивство тітки – шкільний етюд
- 2020 : Король – дві ролі: друг Емілії; співачка у Глайшмітки (епізод 6)
- 2021 : The Office PL у ролі самого себе
- 2024 : Давид Подсядло – документальний фільм – герой

Продюсер
- 2019 : (Не) друзі – співпродюсер
- 2022 : Джонні — співпродюсер[72]

## Виноски
1. ↑  MusicBrainz — MetaBrainz Foundation, 2000.
2. 1 2 3  Dawid Podsiadło wygrał drugą edycję „X Factor”!. muzyka.interia.pl (пол.).
3. 1 2 3  OLiS – sprzedaż w okresie 27.05.2013 – 02.06.2013. olis.onyx.pl (пол.).OLiS – sprzedaż w okresie 06.11. – 12.11.2015. olis.onyx.pl (пол.).OLiS – sprzedaż w okresie 19.10.2018 – 25.10.2018. olis.onyx.pl (пол.).
4. ↑  Milion sprzedanych płyt w nieco ponad 10 lat. Dawid Podsiadło ma co świętować. Polskie Radio. 25 червня 2024.
5. 1 2  Nominowani i laureaci 2014. fryderyki.pl (пол.).
6. ↑  Fryderyki 2016: zobacz listę zwycięzców (пол.)
7. ↑  Nagroda Muzyczna Fryderyk: Nominowani i laureaci. fryderyki.pl (пол.).
8. ↑  Nagroda Muzyczna Fryderyk: Nominowani i laureaci. fryderyki.pl (пол.).
9. ↑  , Redakcja, "Pięć ulubionych miejscówek Dawida Podsiadły"
10. ↑  Aktualności (англ.)
11. ↑  , Aleksandra Szatan, "Jak wyglądał młody Dawid Podsiadło zanim zdobył szczyty popularności? Oto muzyczny diament z Dąbrowy Górniczej kilkanaście lat temu!"
12. ↑  PLAYBOY nr 02, 2017 > Dawid Podsiadło (пол.).
13. ↑  Zyskał w oczach kolegów, stracił szansę na karierę? (пол.)
14. ↑  Dawid Podsiadło | Życie i twórczość | Artysta
15. ↑  Odcinek 14, sezon 2. xfactor.tvn.pl (пол.).
16. ↑  Płyta „Comfort and Happiness” – Dawid Podsiadło (пол.)
17. ↑  Dawid Podsiadło „Comfort and Happiness”. kultura.gazetaprawna.pl (пол.).
18. ↑  Znamy nominacje ESKA Music Awards (пол.), 18 червня 2013
19. ↑  Dawid Podsiadło o koncercie Lany Del Rey (пол.)
20. ↑  MTV Europe Music Awards 2013: znamy nominacje (пол.)
21. ↑  Dawid Podsiadło nominowany do „Paszportu Polityki”, 3 грудня 2013
22. ↑  Dawid Podsiadło zdobył Wiktora 2013 w kategorii Gwiazda piosenki. Wygrał m.in. z zespołem Enej. eskarock.pl (пол.).
23. ↑  Opole 2014: nominacje do SuperJedynek. Kto jest nominowany? (пол.)
24. ↑  Dawid Podsiadło artystą TOP podczas Sopot TOPtrendy Festiwal 2014. toptrendy.pl (пол.).
25. ↑  Dawid Podsiadło pod pseudonimem David Ross planuje międzynarodową karierę – Muzyka (пол.)
26. ↑  Dawid Podsiadło z audycją „Podsiadówka” w radiowej Czwórce (wideo) (пол.), 5 грудня 2014
27. ↑  Dawid Podsiadło z Bursztynowym Słowikiem (пол.)
28. ↑  „Annoyance and Disappointment” – Dawid Podsiadło wydaje nową płytę. wirtualnemedia.pl (пол.). 16 вересня 2015.
29. ↑  Dawid Podsiadło prezentuje nową piosenkę. Posłuchaj utworu „W dobrą stronę” (пол.), 25 вересня 2015
30. 1 2 3  LP3 – statystyki dla wykonawcy Dawid Podisadło. lp3.pl (пол.).
31. ↑  Dawid Podsiadło – W dobrą stronę (AirPlay Top: 23.01. – 29.01.2016). bestsellery.zpav.pl (пол.).
32. 1 2 3  , Eurozet Sp. z o.o., "„Początek” na szczycie Listy Przebojów Radia ZET. W notowaniu aż 5 nowości!", Eurozet Sp. z o.o., "Dawid Podsiadło królem Listy Przebojów Radia ZET. „Małomiasteczkowy” na szczycie!"Lista Przebojów w Radiu ZET – notowanie z 02.01.2016. radiozet.pl (пол.).Lista przebojów – Radio ZET (пол.)Lista Przebojów Radia ZET: Marcin Łukasik zaprasza – Radio ZET (пол.)Lista Przebojów Radia ZET: Marcin Łukasik zaprasza – Radio ZET (пол.)Lista Przebojów Radia ZET: Marcin Łukasik zaprasza – Radio ZET (пол.), Eurozet Sp. z o.o., "Lista przebojów", Eurozet Sp. z o.o., "Lista przebojów"
33. 1 2 3  SLiP – statystyki dla wykonawcy Dawid Podsiadło. radioszczecin.pl (пол.).Tatiana Okupnik feat. Dawid Podsiadło – Tu i teraz (Notowanie 1103). radioszczecin.pl (пол.).Dawid Podsiadło – 4:30 (Notowanie 1186). radioszczecin.pl (пол.).
34. ↑  Diamentowe płyty CD przyznane w 2016 roku
35. 1 2 3  OLiS – sprzedaż w okresie 27.05.2013 – 02.06.2013. olis.onyx.pl (пол.).OLiS – sprzedaż w okresie 06.11. – 12.11.2015. olis.onyx.pl (пол.).OLiS – sprzedaż w okresie 19.10.2018 – 25.10.2018. olis.onyx.pl (пол.).
36. ↑  Diamentowe płyty CD przyznane w 2018 roku
37. ↑  Roczne podsumowanie listy OLiS
38. 1 2  Fryderyki 2016: nominowani (PDF). zpav.pl (пол.).
39. ↑  Złote płyty CD przyznane w 2017 roku
40. ↑  Dawid Podsiadlo – Forest. 12 березня 2016. {{cite episode}}: Пропущений або порожній |series= (довідка)
41. ↑  Dawid Podsiadlo – Pastempomat. 17 червня 2016. {{cite episode}}: Пропущений або порожній |series= (довідка)
42. ↑  Dawid Podsiadło – Pastempomat (AirPlay Top: 16.07. – 22.07.2016). bestsellery.zpav.pl (пол.).
43. ↑  Platynowe płyty CD przyznane w 2017 roku
44. ↑  Eska Music Awards 2016 – Najlepszy artysta. eska.pl (пол.).
45. ↑  Dawid Podsiadło prezentuje singiel “Tapety” | (пол.)
46. ↑  Dawid Podsiadło „Where Did Your Love Go?” – Trójka – polskieradio.pl
47. ↑  Dawid Podsiadło robi przerwę. „Trasa będzie zamknięciem rozdziału”. chillizet.pl (пол.).
48. ↑  Dawid Podsiadło – Małomiasteczkowy (AirPlay Top: 28.07. – 03.08.2018). bestsellery.zpav.pl (пол.).
49. ↑  Dawid Podsiadło z autorską audycją radiową (пол.). 19 жовтня 2012.
50. ↑  Dawid Podsiadło – Nie ma fal (AirPlay Top: 10.11. – 16.11.2018). bestsellery.zpav.pl (пол.).
51. ↑  Platynowe płyty CD przyznane w 2018 roku
52. ↑  ZPAV: platynowe płyty 2019. bestsellery.zpav.pl (пол.).
53. 1 2  Dawid Podsiadło ogłosił trasę koncertową w 2018. Antyradio. 13 червня 2018.
54. 1 2  Dawid Podsiadło wyprzedał 31 koncertów w 4 minuty. Nie ma już biletów na „Wielkomiejski Tour”. Antyradio. 24 грудня 2018.
55. ↑  Wszystkie bilety na Stadionie Narodowym sprzedane! Podsiadło i Taco pobili rekordy. niezalezna.pl. 23 травня 2019.
56. ↑  Dawid Podsiadło został producentem filmowym!. TVN.
57. ↑  , Julia Właszczuk, "Dawid Podsiadło, Taco Hemingway i Brodka wspierają walkę z koronawirusem"
58. ↑  Dawid Podsiadło i Radek Kotarski stworzyli wspólny podcast – (пол.), 12 лютого 2021
59. ↑  Poznaliśmy członków Męskie Granie Orkiestra. W sieci singiel i klip promujący trasę. Codzienna Gazeta Muzyczna. 30 червня 2021.
60. 1 2  Dawid Podsiadło ogłasza jesienną trasę koncertową! Kiedy i gdzie wystąpi?. rmf.fm (пол.).
61. 1 2  Dawid Podsiadło chce odejść z Kościoła. Zapowiada apostazję. polsatnews.pl.
62. ↑  Gajos, Podsiadło, Organek, Damięcki, Makłowicz. Dosadne słowa ws. Strajku Kobiet (wideo) (пол.), 29 листопада 2020
63. ↑  Dawid Podsiadło „Trofea”. Kulisy powstawania klipu – Antyradio (пол.), 24 травня 2020
64. ↑  Podsiadło sprawił fanom prezent na swoje urodziny. W genialnym teledysku występuje plejada gwiazd (пол.)
65. ↑  Dawid Podsiadło rusza w trasę „Comfort and Happiness Tour”!. Sony Music Entertainment Poland.
66. ↑  Dawid Podsiadło: koncerty – Dawid rusza w trasę promującą płytę Comfort & Happiness. Sprawdź, gdzie i kiedy zagra. Eska Rock. 6 лютого 2014.
67. ↑  Koncerty 2016: Dawid Podsiadło – trasa Son Of Analog Tour. Kiedy i gdzie koncerty?. Eska Rock. 10 січня 2016.
68. ↑  Dawid Podsiadło ogłasza trasę koncertową „Andante Cantabile Tour”. Polskie Radio Rytm. 1 серпня 2016.
69. ↑  Dawid Podsiadło ogłasza akustyczną trasę. kultura.onet.pl (пол.).
70. ↑  Dawid Podsiadło: Przed i po Tour. ebilet.pl (пол.).
71. ↑  Dawid Podsiadło (пол.)
72. ↑  FilmPolski.pl – Dawid Podsiadło.

## Зовнішні посилання
- Офіційний сайт Dawid Podsiadło